# Bella Bellow
Vous lisez un « bon article » labellisé en 2024.
Pour les articles homonymes, voir Bellow.
Bella Bellow, de son vrai nom Georgette Nafiatou Adjoavi Bellow, née le 1er janvier 1945 à Tsévié et morte accidentellement le 10 décembre 1973 à Lilikopé (village situé entre Tsévié et Agbélouvé), est une autrice-compositrice-interprète togolaise.
Dès son enfance, son talent pour la musique et sa voix sont remarqués à la maison ainsi qu'à l'école où elle anime des festivités. Sa carrière musicale débute au Centre culturel français de Lomé avant qu'elle soit invitée lors de la fête d'indépendance du Dahomey en 1965. L’année suivante, sa participation au premier Festival mondial des arts nègres à Dakar, où elle représente le Togo, la fait connaître au monde.
En 1968, son ancien professeur Paul Ahyi la présente au chanteur togolais Gérard Akueson, qui devient son producteur. Il la met en contact avec le saxophoniste camerounais Manu Dibango, avec qui elle construit son répertoire et compose son premier et unique album Rockia, sorti en 1969. Ce dernier l'accompagne également lors de ses débuts sur scène et pour faire la promotion de son album en France.
Elle a l'occasion de se produire sur des scènes internationales, comme l'Olympia de Paris et le stade Maracanã de Rio de Janeiro. Toujours habillée en pagne wax, elle chante majoritairement dans sa langue maternelle, le mina (ou gen). De sa voix rauque, elle contribue à diffuser la musique populaire togolaise et africaine au début des années 1970. De retour au Togo en décembre 1973, elle meurt le lendemain de son arrivée dans un accident de la circulation à 28 ans. Bien que sa carrière ait été brève, elle influence de nombreux artistes dont la chanteuse béninoise Angélique Kidjo qui interprète, dans ses albums, les titres de Bella Bellow comme Zelie ou Blewu, reprenant ce dernier lors du centenaire de l'armistice de 1918. Après sa mort, la BCEAO lui rend hommage en imprimant son image sur le billet de 10 000 francs CFA. Elle figure aussi sur plusieurs timbres du Togo, et l'anniversaire de sa mort est célébré chaque année dans le pays.

## Biographie

### Enfance et éducation
Georgette Nafiatou Adjoavi Bellow naît le 1er janvier 1945 à Tsévié, ville située à 35 km au nord de Lomé, d’un père togolais de descendance nigériane et d’une mère aux origines ghanéennes,. Surnommée « toutouvi », elle est l'aînée d’une fratrie de sept enfants. Fille très stricte, elle joue un rôle prépondérant dans la famille, parfois même plus que la mère. Dans une maison familiale composée d’une trentaine d’enfants, elle dirige toutes les activités domestiques et scolaires, demandant des autres, ses frères plus âgés qu'elle dans la maison compris, le même niveau d’exigence qu’elle a pour elle-même. Les soirs, après les corvées, elle chante des petits airs ou raconte des histoires, révélant à ses frères une autre facette d’elle.
Quand elle commence à composer des chansonnettes pour l’école pendant les fêtes, sa mère lui coud ses tenues de scène avec leur aide,. Les samedis, n’ayant pas cours, elle fait la lessive au marigot avec ses frères et interprète avec eux les chansons que sa mère lui a enseignées en éwé et en kotokoli. Elle chante des airs de différentes contrées du pays, apprenant la plupart des langues du Togo à travers les chansons. Un orchestre d’école est créé pour elle, orchestre avec lequel elle tient un concert à la fin de l’année scolaire en 1963 devant une grande foule.
Bella Bellow passe une partie de son enfance à Agoè-Nyivé, une des 13 communes du grand Lomé, et commence sa scolarité en 1950 chez les Sœurs de l’École catholique Notre-Dame des Apôtres à Lomé. Elle obtient en 1958 son certificat d’études primaires (CEPE). Elle s’inscrit pour ses études secondaires au lycée de Sokodé puis au lycée Bonnecarrère de Lomé jusqu’au brevet d’études du 1er cycle (BEPC) obtenu en 1966. De 1966 à 1968, elle suit une formation en secrétariat à Abidjan en Côte d’Ivoire et y prend aussi des cours de solfège à l’institut des Arts.

### Carrière

#### Débuts

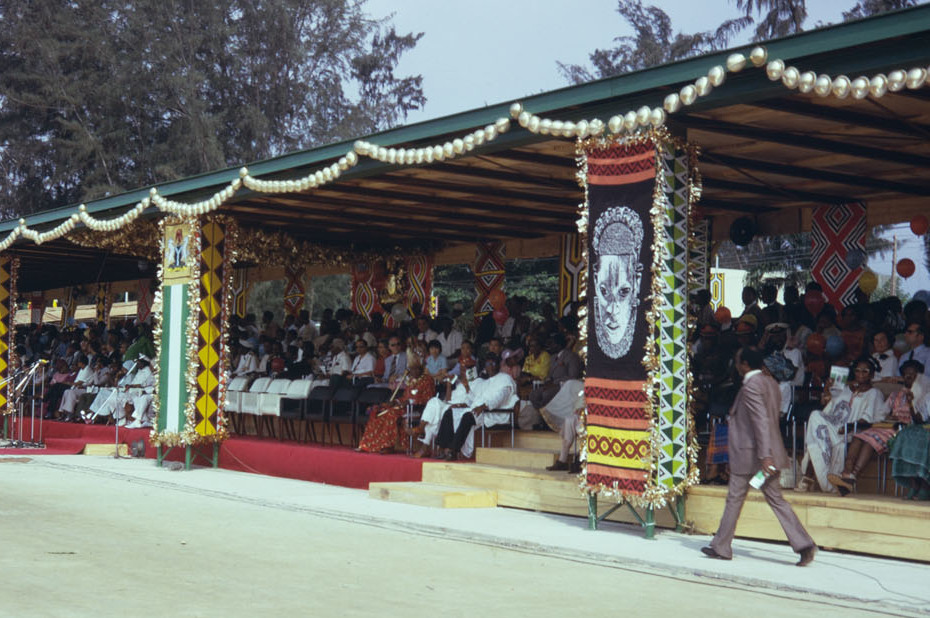
Festival mondial des arts nègres à Dakar.

En 1962, un duel artistique est organisé entre Bella Bellow et Julie Akofa Akoussah au Centre culturel français (CCF) de Lomé.
Pour les festivités de l’indépendance nationale en août 1965, Bella Bellow est invitée à Cotonou, par le président de la république du Dahomey Hubert Maga, pour chanter devant un parterre d’invités dont le président allemand Ludwig Erhard, le secrétaire général des Nations unies U Thant et le président ivoirien Félix Houphouët-Boigny qui lui offre à la fin de sa prestation une bourse pour venir à Abidjan.
En 1966, un concert en duo avec son frère Désiré est organisé au Centre culturel français de Lomé, au cours duquel elle présente la chanson Mawudeka ye lanya (« Dieu seul le saura »),. Cette année-là, à 21 ans, elle est dispensée de l’oral du diplôme national du brevet (BEPC) pour représenter le Togo au premier Festival mondial des arts nègres de Dakar au Sénégal, accompagnée de sa compatriote Julie Akofa Akoussah,,. À ce festival sont présents Joséphine Baker, Langston Hughes, Duke Ellington, entre autres. Elle gagne une certaine notoriété après cet événement.
Pendant qu’elle suit ses études de secrétariat à Abidjan, elle se fait remarquer dans les médias ivoiriens avec la participation à un show télévisé de la Radio-télévision ivoirienne. Elle participe également à un concert musical au CCF de Lomé aux côtés de Julien Clerc. En 1967, elle anime un gala de l’Office du tourisme africain à Genève, en Suisse.

#### Rencontre avec Gérard Akueson
Gérard Akueson, chanteur togolais et premier éditeur phonographique africain en France, se rend en tournée musicale en Afrique de l’Ouest, ce qui l’amène au Togo en 1968. Le pays compte alors peu de managers d’artiste, et Paul Ahyi, ancien professeur de dessin de Bella Bellow au lycée de Sokodé, qui connait le label d’enregistrement Akue de Gérard Akueson, lui demande de la rencontrer. Elle chante alors Zelie devant Akueson qui, au bout d’une minute à peine, l’arrête et dit à Paul Ahyi qu’il a trouvé une chanteuse remarquable. Selon lui, sa voix est pure, claire et veloutée et elle n’aura pas besoin de cours de chant. À la fin de sa tournée musicale et de retour à Paris, Akueson signe un contrat avec Bellow, qui le rejoint dans la capitale française à la fin de son année d’études en 1968. Akueson cherche un prénom qui fonctionnerait mieux pour un nom de scène à l’international que son prénom de naissance « Georgette » et lui suggère « Bella », ce qu'elle accepte.

#### Collaboration avec Manu Dibango

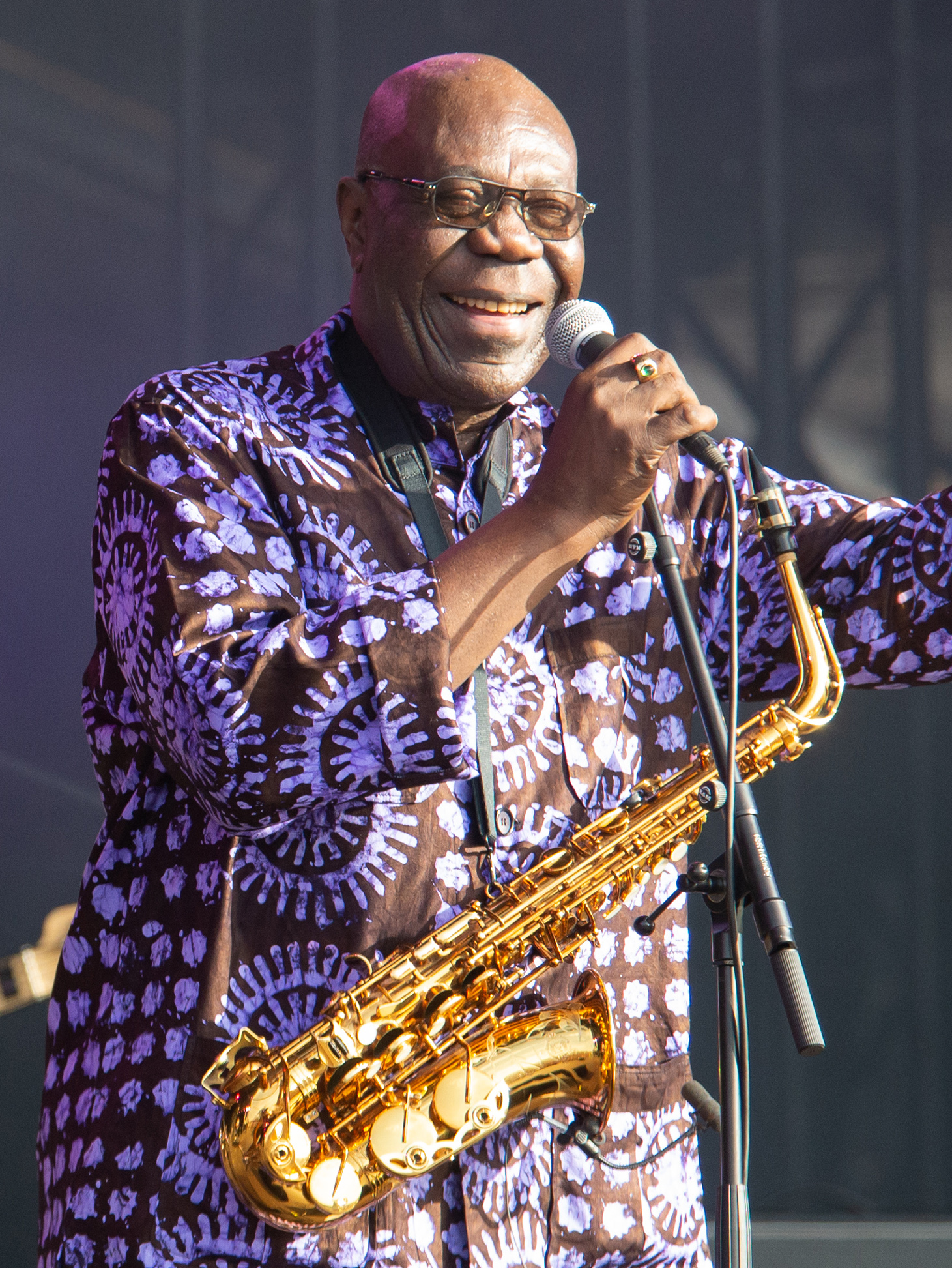
Manu Dibango (ici en 2019), accompagnateur musical de Bella Bellow.

Gérard Akueson demande peu après à Manu Dibango d’enregistrer avec Bella Bellow.

« C’était la première fois que j’écoutais une fille africaine avec une belle, très belle voix et on peut penser à Ella Fitzgerald et des gens comme ça, même type de voix claire, de voix pure et toujours dans les temps […] avec beaucoup de sensibilité en ce qui concerne les chansons africaines. »,.

— Manu Dibango.
Un emploi de secrétaire lui est arrangé à Paris. Elle passe pendant cette période beaucoup de temps avec Dibango dans sa maison et travaille ses chansons avec lui au piano, faisant différents essais, dans une sorte d’échange et non de leçon selon celui-ci, de façon que le résultat final paraisse naturel et non travaillé. Manu Dibango, dans le documentaire L’éternelle Bella Bellow, déclare : « Je me suis occupé d’elle musicalement […]. C’était comme ma fille. Ma femme et moi, on l’avait adoptée. »

#### Album
Accompagnée de Manu Dibango au clavier, Slim Pezin à la guitare et Jeanot Mandengue à la basse, musiciens rassemblés par Akueson, Bella Bellow enregistre son premier et seul album, Rockia, arrangé par Manu Dibango. Il s’agit du premier album pop en éwé. La première chanson de l’album enregistrée, Zelie, rencontre un succès immédiat ainsi que la chanson Rockia. Suivent des titres comme Blewu qui aborde le thème de la patience et de la vie après la mort, et Denyigban, une ode à son pays, le Togo. Les textes de ses chansons comportent des références aux contes traditionnels, aux textes bibliques et portent aussi sur des thèmes psychologiques,.
Manu Dibango mentionne que l'album n’est pas seulement africain mais contient des inspirations américaines avec un résultat qui met en valeur sa voix et la démarque. Elle chante en mina et sa musique est influencée par le blues, le gospel, la bossa nova.

Au verso de la pochette du premier 45 tours de cet album, Gérard Akueson écrit :

« Lors de ma précédente tournée africaine, j’ai eu le plaisir d’entendre Bella pour la première fois. Je fus vivement frappé par cette voix pure et chaude.
Déjà l’avis des spécialistes est formel. C’est une chanteuse qui grimpera très vite à l’échelon international. »

#### Carrière internationale
En 1969, Bella Bellow sort son premier et unique album, sous le label Akue, arrangé par Manu Dibango. Chef d’orchestre pour Nino Ferrer, il la fait chanter dans les émissions Pulsations (dont il est le chef d’orchestre) et Discorama de Denise Glaser. Il organise aussi des concerts partout en France pour la faire connaitre. Elle fait partie des très rares artistes d’Afrique francophone à passer sur les ondes françaises à cette époque. Ils tournent dans les clubs et festivals pendant deux ans.
En 1969, elle participe à la « Nuit de la fraternité » organisée en hommage à Martin Luther King, à l'Olympia.

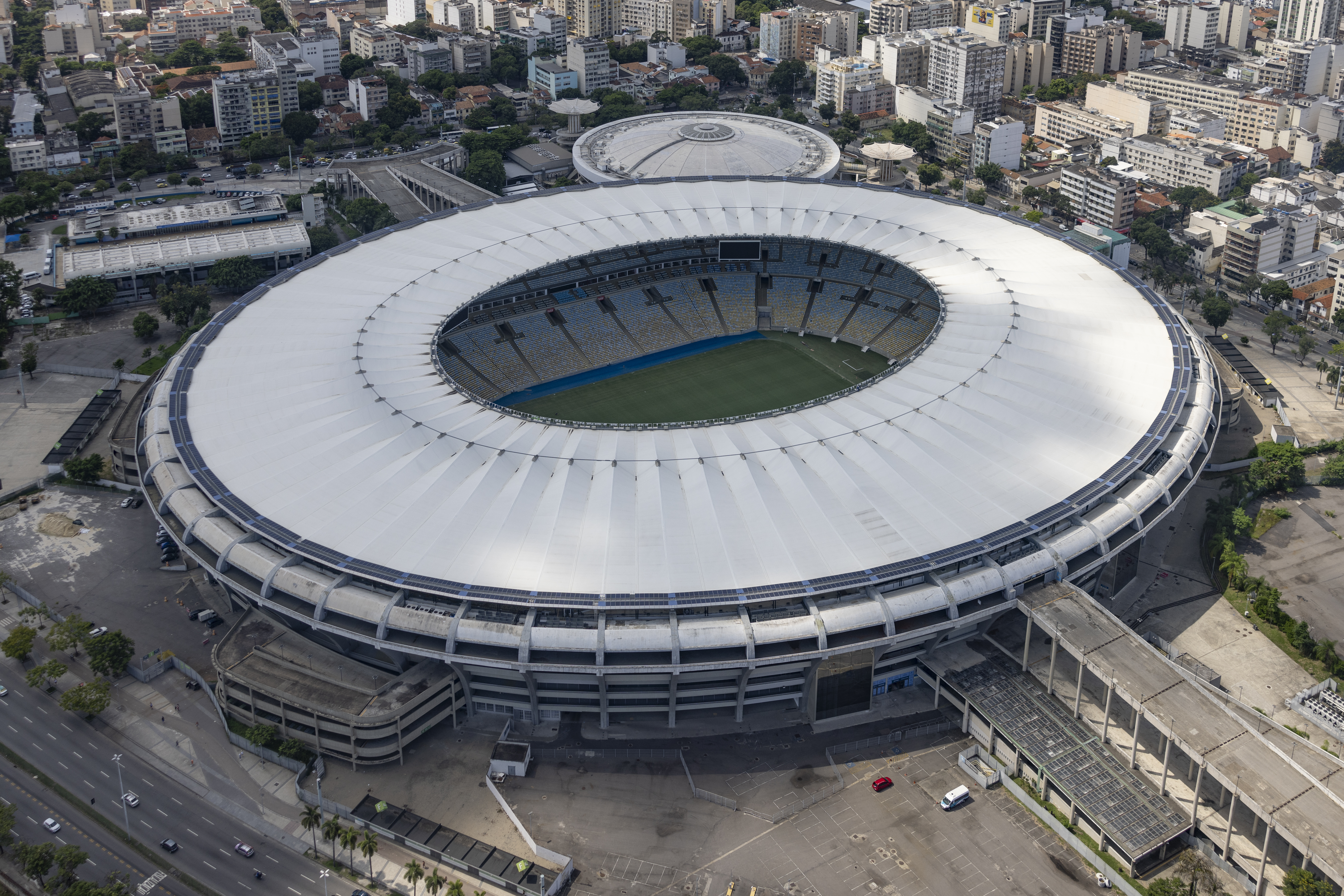
Stade Maracanã, Rio de Janeiro, plus grande scène de Bella Bellow.

Au festival panafricain d’Alger en 1969, Bella Bellow rencontre son idole Miriam Makeba qui la félicite chaleureusement,. Cette même année, elle signe son premier gros contrat pour le quatrième festival de la chanson populaire à Rio de Janeiro au Brésil et se produit aux côtés de Rika Zaraï, Johnny Hallyday, Nana Mouskouri, Herbert Léonard entre autres, dans le stade Maracanã de 120 000 places. Le public brésilien est rude avec les artistes qu’il n’apprécie pas et Bellow doit chanter avec cinquante musiciens alors qu'elle joue habituellement avec quatre ou cinq artistes. Akueson suggère donc qu’elle commence par chanter à l’annonce de son nom depuis les coulisses pour monter sur scène. En complicité avec l’ingénieur du son, l’orchestre ne joue pas avant qu’elle ne monte sur scène. Elle chante Zelie devant un public très silencieux jusqu’à la fin de la prestation. Tous les journalistes affluent à la fin pour la voir ; Pelé la rencontre en coulisses pour la féliciter puis vient la voir de nouveau à une réception le lendemain,. Au Ginásio do Maracanãzinho (Petit Maracanã), qui contient plus de 10 000 places, elle chante Bem-bem qui paraît sur l’un des autres 45 tours de sa discographie.
En 1970, elle participe au gala musical organisé au Sommet de l’Organisation commune africaine et malgache (OCAM) à Kinshasa. Cette même année, elle devient la première Togolaise à jouer à l’Olympia de Paris.
Elle chante ensuite, entre autres, en Yougoslavie, en Belgique, en Grèce et parcourt les grandes villes africaines, principalement dans les pays francophones comme le Togo, le Bénin, la Côte d’Ivoire, le Cameroun, le Mali, le Gabon, le Congo. Elle se produit également en Guadeloupe et en Guyane, où elle acquiert le surnom de « blueswoman d’Afrique »,,.
En 1971, elle met fin à sa collaboration avec Gérard Akueson et prend elle-même le contrôle de sa carrière. Elle épouse le 20 janvier 1972, à Atakpamé, le magistrat togolais Théophile Jamier-Lévy et donne naissance à leur fille unique, Nadia Elsa,. Après une pause dans sa carrière, elle revient avec Dasi Ko, une chanson dont la direction artistique de Dibango est différente de son style habituel et qui est sa dernière chanson enregistrée.
En novembre 1972, une soirée franco-togolaise est organisée au Centre culturel français de Lomé. Elle y présente son propre orchestre, baptisé « Gabada », du nom d’un rythme du terroir togolais, et interprète plusieurs titres : Miwonovi lagbeme, Azikiri, Miangoma Bombe, etc. Elle fait une tournée musicale à Bonn en Allemagne, en 1973.
Sur scène, elle tient seulement son chasse-mouches et s’habille toujours en pagne wax, avec un bonnet turban assorti à sa tenue,.

### Décès
Bella Bellow revient au Togo à la demande de son mari pour passer Noël avec sa famille à Atakpamé. Le lendemain de son arrivée au Togo, elle meurt dans un accident de voiture à bord de sa Ford Capri le 10 décembre 1973 à Lilikopé, à 50 km au nord de Lomé. Elle s’apprêtait à partir en tournée aux États-Unis avec Manu Dibango,.
Les circonstances de l'accident n'ont pas été entièrement élucidées. Bella Bellow n'avait pas mis sa ceinture de sécurité. La voiture s'est renversée après avoir fait des tonneaux et la chanteuse en a été éjectée, sa tête cognant contre le bitume,. Elle est morte presque immédiatement, des suites d'une hémorragie cérébrale. Des années après l’accident, Francis Bellow, frère de Bella Bellow, déclare que le chauffeur qui conduisait la voiture de cette dernière lui a présenté ses excuses : « Je suis désolé, je me suis endormi,. »
Bella Bellow est inhumée le 13 décembre 1973 au cimetière catholique de Bè-Plage à Lomé,.
Selon son producteur Akueson, elle est décédée avant la popularisation de la musique africaine, devenue commerciale (au-delà du folklore que beaucoup connaissent), notamment avec le succès international de Soul Makossa de Manu Dibango.

## Influence et hommages

### Influence
Bella Bellow influence de nombreux artistes du continent africain, dont la plus connue est Angélique Kidjo.

#### Angélique Kidjo

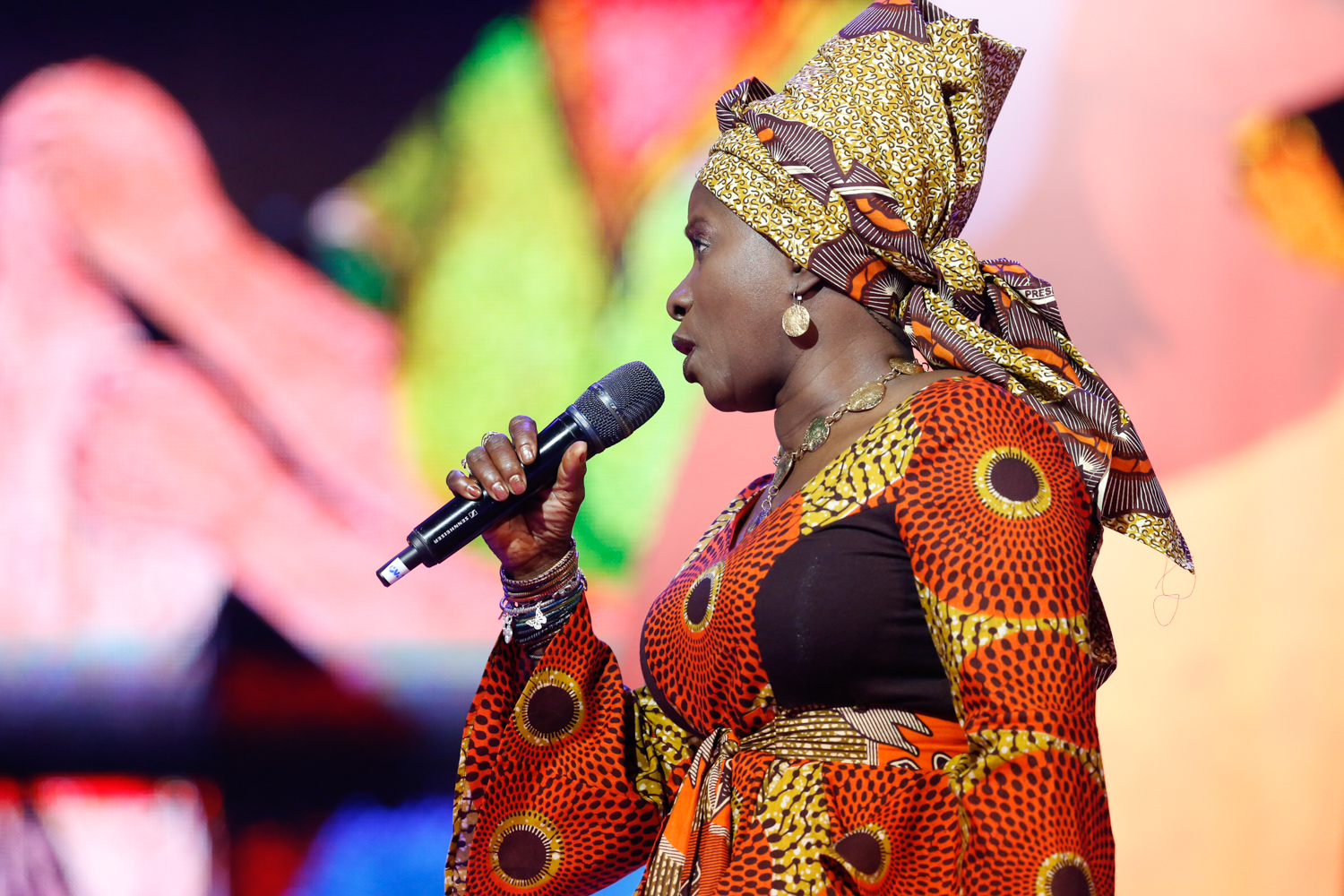
Angélique Kidjo (ici en 2014) fortement influencée par Bella Bellow.

Angélique Kidjo découvre Bella Bellow à travers la chanson Rockia qui passe partout sur les ondes et pendant les fêtes au Bénin. Elle écoute ensuite tout l’album du même nom, en extase, se demandant comment pouvoir chanter comme elle.
Lorsqu’Angélique a treize ans, Bella Bellow va au Bénin chanter au Beach Club, un night-club appartenant à un des amis de son père. Elle supplie ce dernier d’aller la voir malgré son jeune âge et obtient son accord avec la promesse de ne rester qu’au bar pour regarder sa performance. Angélique ne dort pas cette nuit-là et s’avoue vaincue, trouvant qu’elle ne peut faire ce métier quand d’autres comme Bella Bellow ont cette présence sur scène,. Bella Bellow meurt peu après cette performance. Choquée et dans le déni, Angélique Kidjo titre Bella Bellow  sa toute première chanson, sur l’album Pretty de 1981,. En 2014, elle reprend Blewu pour son album Eve.
Bella Bellow est la première vedette qu'Angélique Kidjo ait admirée avant de découvrir Aretha Franklin, Miriam Makeba. Elle constitue sa plus grande inspiration devant ces dernières,.

« L’influence qu’elle a eue sur moi, c’est aussi l’élégance et sa grâce. On peut être sexy sur scène sans être nu. Et c’est quelque chose que j’ai appris inconsciemment parce qu’en regardant ma carrière […], même le tissu africain, l’inspiration derrière ce tissu est Bella Bellow. »,.

— Angélique Kidjo.

#### Autres artistes influencées
Bella Bellow influence également des artistes togolaises comme Julie Akofa Akoussah, Vicky Bila, Afia Mala ou Vanessa Worou. L’auteure, compositrice et interprète Vanessa Worou est souvent comparée à Bella Bellow dont certains pensent qu’elle est la véritable héritière. Elle la considère comme son idole et son modèle. En décembre 2008, elle lui rend hommage avec la chanson Ma Bella. Dans le disque Benin passion vol.4 : les sucrées de Bella Bellow du correspondant de RFI Jean-Luc Aplogan, elle reprend les titres Zelie, Bouyelele, Nye Dzi, Lafoulou, Rockia, Denyigba et Dasi ko.

### Hommages

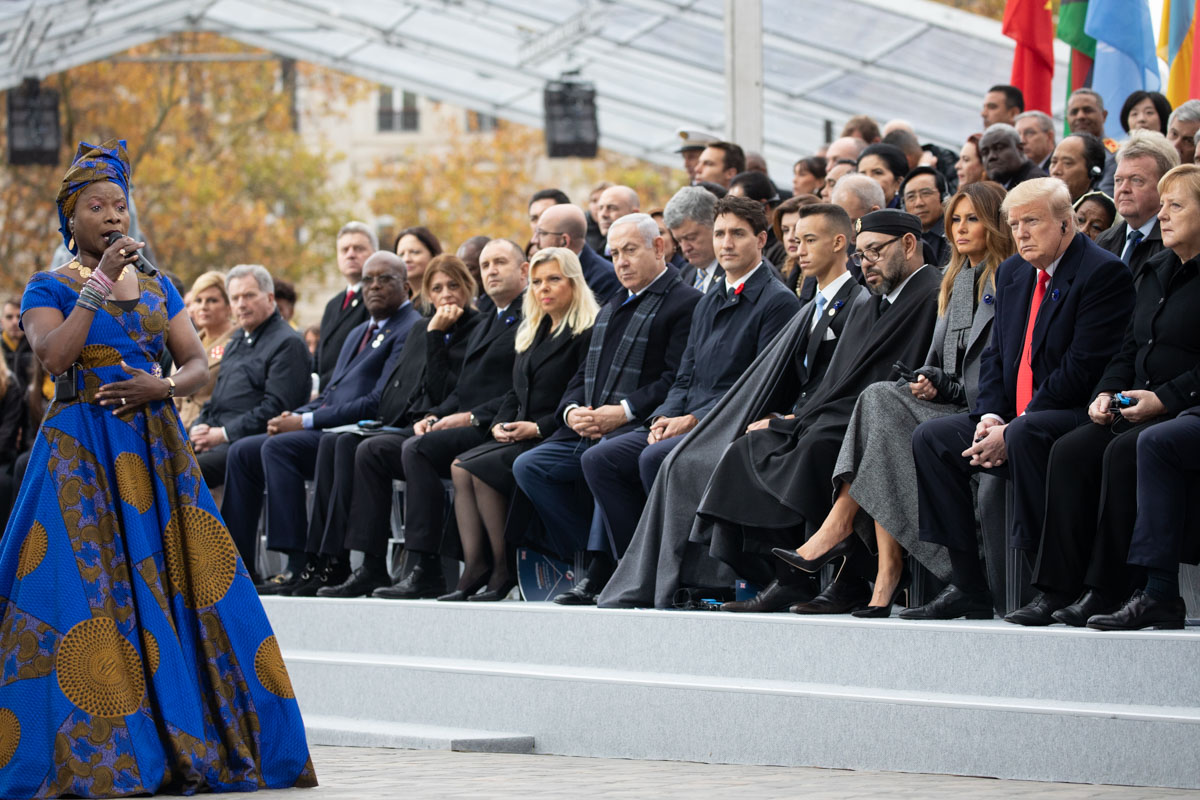
Angélique Kidjo chantant Blewu devant les chefs d'État lors du centenaire de l'Armistice en 2018.

Bella Bellow est visible sur le recto de l'ancien billet de 10 000 francs CFA, émis entre 1979 et 1992 par la Banque centrale des États de l'Afrique de l'Ouest (BCEAO). Elle figure également en effigie sur plusieurs timbres au Togo.
Le 10 décembre 2003, une grande célébration a lieu en son honneur. La coupe Bella Bellow, une compétition de football féminin, est nommée d'après elle pour marquer l'événement. Cette coupe compte quatre éditions jusqu'en 2007.
À l'occasion du quarantième anniversaire de sa disparition, une fondation portant son nom est officiellement lancée le 14 décembre 2013 à Lomé. Cette fondation, présidée par Nadia Elsa Agbodjan, l'unique fille de Bella Bellow, a pour objectif le développement et l'amélioration des conditions de vie de la jeunesse togolaise et des enfants déshérités ainsi que l’émancipation de la femme africaine. Elle promeut également le développement de la musique,.
L'orchestre Bella Bellow, composé uniquement de femmes, est créé en hommage à Bella Bellow. Il se produit régulièrement sur les scènes togolaises et sous-régionales et souhaite rendre hommage aux héroïnes du continent,.
L'artiste béninoise Angélique Kidjo interprète Blewu lors de la cérémonie de célébration du centenaire de l'Armistice de 1918, le 11 novembre 2018 sous l’Arc de Triomphe, devant 70 chefs d’État.
En juin 2019, la Scène universitaire Bella Bellow, une salle de spectacle de 1 500 places, est inaugurée à l’université de Lomé, principale université du Togo.
Lors d’un hommage national organisé pour célébrer sa mémoire qui s’étend de décembre 2023 au printemps 2024,, Kossi Gbényo Lamadokou, ministre de la Culture et du Tourisme du Togo annonce avoir par une procédure d’urgence, porté la protection des droits patrimoniaux sur les œuvres artistiques de cinquante ans post-mortem à soixante-dix ans post-mortem, afin  d'éviter que les œuvres de Bella Bellow ne tombent dans le domaine public en 2024. Elles sont ainsi protégées pour une durée supplémentaire de 20 ans s'achevant en 2044,. À cette même occasion, la Société des postes du Togo dévoile une série de nouveaux timbres à son effigie.

## Discographie
- En 1968, elle sort son seul album, Rockia, à Paris. Elle y est accompagnée par une équipe composée du Camerounais Manu Dibango, au saxophone, au clavier et à l'arrangement, Jeannot Mandengue à la basse, Ben's à la batterie et Slim Pezin à la guitare[17].
- En 1977, sort un album souvenir produit par le label Sonafric, spécialisé dans les musiques africaines[64],[65] :

| 1.  | Denyigban | Bella Bellow |  |
| 2.  | Zelie     | Bella Bellow |  |
| 3.  | Lafoulou  | Bella Bellow |  |
| 4.  | Nye Dzi   | Bella Bellow |  |
| 5.  | Bem-bem   | Bella Bellow |  |
| 6.  | Rockia    | Bella Bellow |  |
| 7.  | Bouyelele | Bella Bellow |  |
| 8.  | O Se Nye  | Bella Bellow |  |
| 9.  | Awula     | Bella Bellow |  |
| 10. | Blewu     | Bella Bellow |  |